# Solid Edge
Solid Edge is een professioneel CAD-systeem dat vooral gebruikt wordt om in 3D te modelleren. Het wordt gemaakt door Siemens Digital Industry Software.

## Omgevingen
In Solid Edge wordt getekend in verschillende omgevingen:
- Part: onderdelen modelleren in 3D
- Sheet Metal: plaatwerk in 3D (niet in Design & Drafting)
- Weldment: lassamenstellingen in 3D (opgenomen in Assembly vanaf versie 18)
- Assembly: samenstellingen in 3D
- Draft: professionele 2D tekeningen maken vanaf een leeg blad of gelinkt aan eerder getekende stukken.

## Pakketten
Er zijn 6 Solid Edge pakketten:
- 2d Draft (gratis)
- Design & Drafting
- Foundation
- Educational
- Classic
- Premium

Waarbij het Premiumpakket het meest uitgebreide pakket is en 2D Draft slechts 2 dimensionale tekeningen kan produceren.

## Modules
Er zijn een aantal extra modules:
- XpressRoute: piping, tubing, en bekabeling
- HarnessDesign: Uitgebreide bekabeling versie inclusief aansluit schema's
- Frame design: frames en oplossingen met standaard balk profielen (standaard aanwezig)
- Simply motion: beweging en simulatie (standaard aanwezig, en sterk vereenvoudig in versie 19)
- Insight Connect: document beheer en revisie management (gratis er extra bij te installeren)
- Virtual Studio+: renderen ofwel mooie plaatjes maken (standaard vanaf versie 18)
- Simulation express: eindige elementen analyse (een extreem simpele versie van zeer uitgebreide versie FEMAP standaard vanaf versie 18)
- Simulation: eindige elementen analyse (simpeler dan Femap maar uitgebreider dan Simulation express)
- Keyshot (vanaf ST7)
- Technical Publications: Handleidingen en Manuals kunnen opgezet worden met Solid Edge Technical Publications

In het pakket zijn duidelijke voorbeelden en oefeningen opgenomen waarmee snel een start gemaakt kan worden.
Normaal is een driedaagse cursus die wordt gegeven door verschillende bedrijven in Nederland zoals bij Enginia genoeg als basis. Er zijn ook uitgebreidere trainingen te krijgen. Wie echter al wat ervaring heeft met CAD en met computergebruik in het algemeen kan redelijk eenvoudig alles zelf uitzoeken. 
Het driedimensionale tekenwerk kan verder bewerkt worden, door gebruik te maken van Virtual Studio of Virtual Studio+. Hiermee kunnen onder andere licht- en schaduw effecten toegepast worden.
Vanaf ST7 wordt Keyshot mee geleverd waarmee betere renders gemaakt kunnen worden.
Vanaf versie 18 is een FEA (Finite Element Analysis) pakket geïntegreerd in Solid Edge Classic.
Solid Edge modellen zijn te gebruiken in een scala aan andere software oplossingen, waaronder simulatie, CAM, FEA, reverse engineering en rapid prototyping software.
Het programma is net als de meeste moderne geavanceerde tekensoftware gemakkelijk te benaderen vanuit VB- en VBA-applicaties.

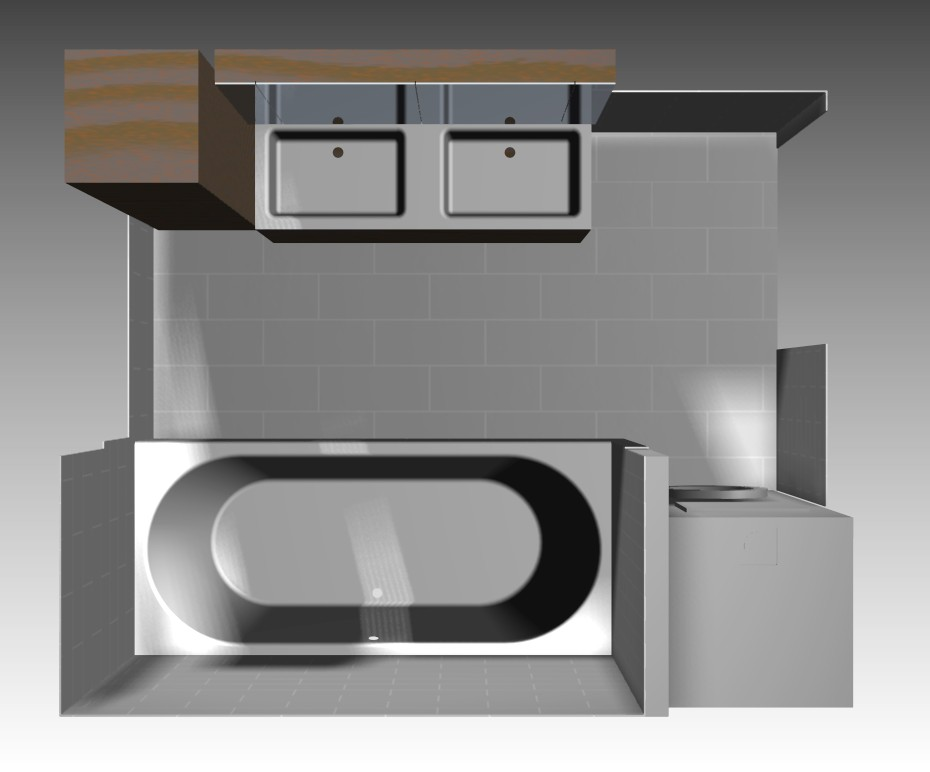
Solid Edge Rendering